# Saison 2 de L'Homme qui valait trois milliards
Pour un article plus général, voir Liste des épisodes de L'Homme qui valait trois milliards.
Cet article présente les épisodes de la Saison 2 de L'Homme qui valait trois milliards.

## Épisodes

### Alerte nucléaire
- Titre original : Nuclear alert
- Épisode n° 2-1. Première diffusion aux États-Unis : 13 septembre 1974
- Durée : 50 minutes
- Scénariste : William Driskill
- Producteurs : Lionel E. Siegel et Joe L. Cramer
- Producteur exécutif : Harve Bennett
- Réalisateur : Jerry London
- Distribution :
  - Lee Majors : Steve Austin
  - Richard Anderson : Oscar Goldman
  - Alan Oppenheimer : Rudy Wells
  - Carol Lawrence : Dr Cléa Broder
  - Felice Orlandi : Cal
  - George Gaynes : Général Wiley
  - Stewart Moss : Major Air Force
  - Fred Beir : Ted Swenson
  - Thomas Bellin : Carson
  - Sid Haig : 3e passager
  - Irene Tedrow : Femme du fermier
  - Savannah Bentley : Elaine
- Résumé : Une bombe nucléaire, composée de pièces détachées venant des quatre coins du monde, est achetée par une puissance étrangère ennemie. Steve Austin, aidé du Dr Cléa Broder, se porte volontaire pour protéger la dernière pièce manquante présumée, un fusible réflecteur, fraîchement sorti de l'usine et ainsi tenter de contrecarrer les mauvaises intentions des terroristes.
- Commentaires :
  - « Steve Austin, astronaute, un homme tout juste vivant... » C'est le premier épisode où le texte de la version francophone française est celui-ci qui a marqué toute une génération : « ...Le plus fort, le plus rapide. En un mot : le meilleur. »
  - Le chauffeur du camion a pour instructions de causer un accident en se servant de la voiture de Steve. Pourtant lorsque le camion conduit par les méchants arrive à l'aéroport (26 min 32 s), la voiture rouge est clairement visible sur la parking.

### Les pionniers
- Titre original : The pioneers
- Épisode n° 2-2. Première diffusion aux États-Unis : 20 septembre 1974
- Durée : 50 minutes
- Scénaristes : Histoire de Katey Barrett, écrit par Bill Svanoe
- Producteurs : Lionel E. Siegel et Joe L. Cramer
- Producteur exécutif : Harve Bennett
- Réalisateur : Christian I. Nyby II
- Distribution :
  - Lee Majors : Steve Austin
  - Richard Anderson : Oscar Goldman
  - Alan Oppenheimer : Rudy Wells
  - Mike Farrell : David Tate
  - Joan Darling (en) : Nicole Simmons
  - Robert F. Simon : le shérif
  - Vince Howard : Walker
  - Milt Kogan : Major Air Force
  - Bill Sorrells : Sergent Chef Air Force
  - Bob Bernard : 1er agent fédéral
  - Justin Wild : second campeur
- Résumé : David Tate et Nicole Simmons expérimentent un sérum de régénération cellulaire lors d'une mission spatiale ultra secrète de cryogénisation, dirigée par Oscar Goldman. Mais à peine envoyée dans l'espace, la capsule retombe sur Terre dans une forêt du Minnesota. David Tate a absorbé une trop grande quantité du sérum et développé une force surhumaine. Rudy Wells et Steve Austin partent à la recherche de la capsule et de ses deux occupants.
- Commentaires :
  - Mike Farrell, dont on se souvient surtout pour son rôle du Capitaine B.J. Hunnicutt, M.D., dans la série M*A*S*H, retrouvera sa collègue scientifique, jouée par Joan Darling (en), dans la saison 5, épisode 6 : The Nurses (1976), où Darling sera la directrice de l'épisode.
  - Lorsque Rudy et Steve sautent de l'avion, leurs parachutes sont kaki (11 min 09 s). Une fois touché le sol, ceux-ci sont devenus blanc (12 min 10 s).
  - Erreur classique de traduction : le terme anglais « Nitrogen » est improprement traduit en « Nitrogène ». Le terme exact est « Azote ».
  - Rudy utilise le réacteur atomique de Steve pour réanimer Nicole. Plusieurs fois au cours du processus, Rudy dit à Steve de ne pas bouger son bras (16 min 30 s). Pourtant, Steve est montré dans au moins deux positions différentes tout au long du processus (17 min 47 s).
  - Lorsque Rudy remarque que « le pouls revient lentement » (17 min 30 s), l'aiguille du moniteur est déjà dans le rouge, près du maximum, alors qu'elle aurait dû se trouver tout à gauche.
  - Quand Nicole et Steve se mettent à la recherche de David, Nicole trébuche à l'extérieur de la capsule. Steve la retient alors en la tenant des deux mains par le coude. Dans le plan suivant, il la tient par le coude et par la main (29 min 15 s).
  - Lors du combat final entre Steve et David, on entend le gimmick sonore des membres bioniques quand David tente de frapper Steve (39 min 54 s). David lance une énorme poutre sur Steve, dans l'eau. Au plan suivant, lorsque David déracine un arbre, la poutre a disparu de la surface du lac (42 min 00 s).
  - La majeure partie du combat a eu lieu dans l'eau, pourtant quand Steve aide David après celui-ci (43 min 37 s), ses vêtements sont totalement secs.

### Erreur de pilotage
- Titre original : Pilot error
- Épisode n° 2-3. Première diffusion aux États-Unis : 27 septembre 1974
- Durée : 50 minutes
- Scénariste : Edward J. Lakso
- Producteurs : Lionel E. Siegel et Joe L. Cramer
- Producteur exécutif : Harve Bennett
- Réalisateur : Jerry Jameson
- Distribution:
  - Lee Majors : Steve Austin
  - Richard Anderson : Oscar Goldman
  - Pat Hingle : Sénateur Edward Hill
  - Alfred Ryder : Joe Lannon
  - Suzanne Zenor : Contrôleuse aérienne Jill Denby
  - Stephen Nathan : Greg Hill
  - Chet Douleur : Journaliste
  - Hank Stohe : Major Air Force Phillips
  - Dennis Mc Carty : Médecin Air Force
  - Hank Brandt : Sergent-Chef Cole
- Résumé :

Le sénateur Ed Hill, responsable du financement de la bionique d'Austin, fait face à des accusations après avoir fait s'écraser un avion qu'il pilotait. Nommé expert consultant dans le cadre d'une commission d'enquête sur cette erreur de pilotage, Steve Austin va se trouver en danger en se rendant vers le tribunal en avion avec trois autres passagers, le sénateur, son fils et son assistant en chef.
- Commentaires :
  - Lors de la séquence pré-générique, Steve et Ed déclarent tous deux que « le moteur n°4 était en panne » (01 min 03 s), pourtant, plus tôt dans la séquence (00 min 24 s), les voyants lumineux du tableau de bord du simulateur de vol indiquent que c'est le moteur numéro deux qui ne fonctionne pas.
  - Retour au texte du générique de la saison 1 pour cet épisode.
  - Le doublage du générique est celui de la version francophone française alors que le reste de l'épisode est en VFQ.
  - La verrière de l'avion est ouverte dans les plans rapprochés alors que l'avion s'apprête à s'écraser (22 min 00 s), alors que dans les plans larges, elle est fermée.
  - Le fils du sénateur sort le train d'atterrissage, mais dans le plan suivant, les roues sont encore rentrées (22 min 08 s).
  - Le sénateur Hill ferme la verrière juste avant l'atterrissage d'urgence (22 min 10 s), pourtant dans les plans rapprochés, elle est toujours grande ouverte.
  - Une fois l'avion posé et son moteur arrêté (22 min 43 s), son hélice est intacte, sur le gros plan suivant (22 min 51 s) les extrémités de cette hélice sont tordues.
  - On remarque que par trois fois il est dit "6 millions de dollars" en référence au prix qu'a coûté l'opération de Steve Austin. Ceci est dû au fait que le titre original de la série est "The six million dollar man" et traduit par "L'homme de 6 millions" au Québec. Cela ne colle donc pas avec le titre en version francophone française.
  - On remarque une autre coquille à la fin de l'épisode : le médecin qui examine Steve Austin parle de son œil "gauche" alors qu'il aurait dû dire œil "droit".

### Madame le Premier Ministre
- Titre original : The Pal-Mir escort
- Épisode n° 2-4. Première diffusion aux États-Unis : 4 octobre 1974
- Durée : 50 minutes
- Scénaristes : Margaret Schneider et Paul Schneider (en)
- Producteurs : Lionel E. Siegel et Joe L. Cramer
- Producteur exécutif : Harve Bennett
- Réalisateur : Lawrence Dobkin
- Distribution :
  - Lee Majors : Steve Austin
  - Richard Anderson : Oscar Goldman
  - Alan Oppenheimer : Rudy Wells
  - Anne Revere : Salka Pal-Mir
  - Leo Fuchs : Docteur Av Ni
  - Nate Esformes : chef de la sécurité Stahvid
  - Dennis Miller : Stellen
  - Virginia Gregg : Sarah
  - Robert Rothwell : Johnson, le pilote d'hélicoptère
  - John Landis : Michael
  - Jamie Donnelly (en) : Linda
- Résumé :

Le Premier ministre de la République d'Eretz, Salka Pal-Mir, a désespérément besoin d'une greffe de cœur pour poursuivre les pourparlers de paix qu'elle a planifiés depuis des années. En raison de sa spécialisation, le Dr Rudy Wells lui offre la première transplantation cardiaque bionique au monde. Lorsqu'elle refuse de se rendre en avion au centre de recherche de Mountain Springs (en), Steve Austin, se faisant passer pour son garde du corps, transporte Pal-Mir et son médecin par l'unité mobile de l'OSI.
- Commentaires :
  - Salka Pal-Mir est Premier Ministre d'Eretz (הארץ (pays)) un mot hébreu qui signifie « la terre, le pays » . Un moyen assez subtil de faire référence à Golda Meir.
  - Il s'agit d'un des rares épisodes où Steve utilise une arme.
  - On reconnaitra en Linda, l'auto-stoppeuse à la voiture ensablée, Jamie Donnelly qui aura son heure de gloire dans le rôle de Jan, l'une des Pink Ladies du film Grease.
  - Lors de la poursuite, Steve conduit le van en majorité à l'ombre de grands arbres, pourtant les gros plans sur lui au volant montrent un soleil éclatant qui illumine l'intérieur du véhicule.
  - La séquence où Steve lance le fusil au loin dans un lac (42 min 48 s) est tirée de l'épisode 2 Les Pionniers.

### 500 millions de plus
- Titre original : The seven million dollar man
- Épisode n° 2-5. Première diffusion aux États-Unis : 1er novembre 1974
- Durée : 50 minutes
- Scénariste : Peter Allan Fields
- Producteurs : Lionel E. Siegel et Joe L. Cramer
- Producteur exécutif : Harve Bennett
- Réalisateur : Dick Moder
- Distribution :
  - Lee Majors : Steve Austin
  - Richard Anderson : Oscar Goldman
  - Alan Oppenheimer : Rudy Wells
  - Monte Markham : Barney Miller
  - Maggie Sullivan : Carla Peterson
  - Marshall Reed : garde
- Résumé :

Lorsque Steve Austin découvre qu'un autre homme bionique existe, il accepte la mission de l'aider à s'adapter psychologiquement à sa nouvelle situation, d'autant plus qu'Oscar Goldman lui a confié une première mission.
- Commentaires :
  - Monte Markham était le premier choix de Martin Caidin pour incarner Steve Austin.
  - Sur l'image en gros plan du magnétophone (00 min 27 s), la cassette porte une étiquette bleu pâle avec une large bande arc-en-ciel au milieu et des lettres noires, mais lorsque l'infirmière emmène la cassette dans la pièce voisine pour soi-disant la classer (00 min 58 s), elle porte une étiquette rouge foncé avec des lettres blanches. Et lorsque l'infirmière remet la cassette au type dans la voiture de sport, elle porte à nouveau l'étiquette à rayures arc-en-ciel (02 min 07 s).
  - Pendant cet entretien psychologique, le magnétophone est en mode lecture, seule la touche « Play » est enfoncée. La touche « Record » aurait dû l'être également (00 min 27 s).
  - Lorsque Steve parcourt le fichier des agents de l'O.S.I. dans le bureau d'Oscar, il y a une statuette qui ressemble furieusement à un Emmy Award sur le rebord de la fenêtre (07 min 06 s). Cette statuette est toujours là lorsque Oscar révèle à Steve l'existence de Barney (16 min 05 s).
  - À la question de Barney sur le prix de son opération, Steve répond « Trois milliards » (22 min 09 s). Ce à quoi Barney rétorque « Et moi, sept » (22 min 12 s) en référence au titre de l'épisode. Ce n'est pas cohérent avec la conversion faite pour la version francophone française : 6 millions de dollars en 1975 représentaient 30 millions de francs soit 3 milliards d'anciens francs. Il aurait dû répondre « Et moi, trois et demi ».
  - La voiture bleue des méchants (25 min 10 s) et le camion de la compagnie du téléphone utilisé par Steve et Barney (26 min 57 s) ont les mêmes plaques minéralogiques : Washington D.C. C82270
  - On entend plusieurs fois le gimmick sonore des membres bioniques lorsque Barney se bat avec les méchants pour récupérer le plutonium (25 min 20 s) et lorsque Steve et Barney se battent dans la chambre des coffres (43 min 10 s).

### Les visiteurs de l'espace
- Titre original : Straight on 'til morning
- Épisode n° 2-6. Première diffusion aux États-Unis : 8 novembre 1974
- Durée : 50 minutes
- Scénariste : D. C. Fontana
- Producteurs : Lionel E. Siegel et Joe L. Cramer
- Producteur exécutif : Harve Bennett
- Réalisateur : Lawrence Doheny
- Distribution :
  - Lee Majors : Steve Austin
  - Richard Anderson : Oscar Goldman
  - Meg Foster : Minonee
  - Ciff Osmond : Bob Kemp
  - Donald Billett : Adjoint Lohrman
  - Lucas White : Adjoint Packer
  - Kurt Grayson : Adjoint Cockrell
  - Jimmy Lydon : Dr Waters
  - Robert Bruce Lang : 1er technicien
  - John Calvin : Directeur de projet
  - Al Dunlap : Ed Hermon
  - Christopher Mears : Eymon
- Résumé :

Lors des préparatifs du lancement d'une sonde lunaire, Steve Austin est témoin de lumières étranges dans le ciel. Il est convaincu qu'il s'agit d'un OVNI. La belle Minonee et sa famille de quatre explorateurs de l'espace, chacun formé à des tâches spécifiques, s'est écrasée sur Terre. En s'aventurant dans la région, ils se heurtent à l’hostilité des habitants d'une petite ville. Steve Austin va leur venir en aide. Ils découvriront ensemble que toucher un humain peut causer une grande douleur et même conduire à la mort des êtres extraterrestres...
- Commentaires :
  - La même scène de rocher qui dévale la pente est utilisée à deux reprises dans l'épisode, à 18 min 24 s et 30 min 18 s.
  - On voit clairement sur un gros rocher au sommet de la pente que s'apprêtent à gravir les poursuivants, la poignée qui sert à le transporter.
  - La zone où les extra-terrestres sont poursuivis est censée être sauvage. Pourtant il est évident que les troncs d'arbres déracinés qui dévalent la pente ont été coupés à la tronçonneuse.
  - Lorsque Steve arrache la clôture électrifiée, il utilise naturellement son bras bionique, le droit. Toutefois, pour maintenir l'ouverture, il se sert de son autre bras alors que l'électricité circule toujours (32 min 50 s).
  - En pénétrant dans le complexe spatial, Minonee a les cheveux attachés (33 min 55 s), dans le plan suivant ils ne le sont plus.

### Une amitié
- Titre original : The Midas Touch
- Épisode n° 2-7. Première diffusion aux États-Unis : 15 novembre 1974
- Durée : 50 minutes
- Scénaristes : Histoire de Donald L. Gold et Lester William Berke, écrit par Donald L. Gold, Lester William Berke et Peter Allan Fields
- Producteurs : Lionel E. Siegel et Joe L. Cramer
- Producteur exécutif : Harve Bennett
- Réalisateur : Bruce Bilson
- Distribution :
  - Lee Majors : Steve Austin
  - Richard Anderson : Oscar Goldman
  - Farley Granger : Bert Carrington
  - Noam Pitlik : Mac Gregor
  - Kate Mckeown : Julie Farrell
  - Richard D. Hurst : Connors
  - Woodrow Chambliss : Pop
  - Marcus Smith : Sentry
  - Dave Morick : Major Conlan
  - Gary Cashdollar : Lieutenant Evers
- Résumé :

Oscar Goldman disparaît, alors qu'il inspectait la mine d'or gouvernementale soi-disant désaffectée de Bull Frog près d'Elk Horn, dans le Nevada à la demande de son vieil ami Bert Carrington. Le colonel Steve Austin refuse de croire que son ami et supérieur est impliqué dans un trafic d'or et décide de mener son enquête.
- Commentaires :
  - Steve a pris l'avion de Washington D.C. jusqu'au Nevada. Dans ce cas, comment a-t-il fait pour récupérer la Ford LTD d'Oscar ?
  - Sur la route de la mine de Bull Frog, lorsque Steve se fait tirer dessus (14 min 17 s), le pneu avant gauche de sa Ford LTD éclate et perd immédiatement son enjoliveur. Dans le plan suivant, lorsque la voiture zigzague pour s'arrêter, le pneu est toujours gonflé et possède encore son enjoliveur.
  - Les wagonnets sont très lourdement chargés, pourtant la boucle du câble en métal qui les remorque est lâche (14 min 08 s). Il ne semble pas qu'une grande force y soit appliquée non plus.
  - Steve délivre Oscar de sa prison pendant la nuit (22 min 54 s), mais on voit le soleil et le ciel bleu alors qu'ils sortent par la fenêtre (24 min 43 s). Dans le plan suivant, il fait de nouveau nuit.
  - Steve ne peut pas se libérer de ses menottes comme il le fait (36 min 28 s). En effet, un seul de ses bras est bionique, procéder de cette façon reviendrait à arracher son poignet gauche.

### Reconstitution
- Titre original : The Deadly Replay
- Épisode n° 2-8. Première diffusion aux États-Unis : 22 novembre 1974
- Durée : 50 minutes
- Scénariste : Wilton Denmark
- Producteurs : Lionel E. Siegel et Joe L. Cramer
- Producteur exécutif : Harve Bennett
- Réalisateur : Christian I. Nyby II
- Distribution :
  - Lee Majors : Steve Austin
  - Richard Anderson : Oscar Goldman
  - Clifton James : Burns, dit "la sieste"
  - Jack Ging : Ted Collins
  - Robert Symonds : Jay Rogers
  - Lara Parker : Andrea Collins
  - Jack Manninng: Carl Amison
- Résumé :

Le Northrop HL-10, l'appareil expérimental dans lequel Steve Austin a failli trouver la mort a été reconstruit et, à la demand de son vieil ami Jay Rogers, il accepte de le piloter à nouveau. Quand Oscar Goldman lui révèle que son crash n’était probablement pas accidentel, et bien que son ami soit réticent, Steve décide malgré tout de poursuivre l’essai afin de découvrir le saboteur.
- Commentaire :
  - Lors de la partie de golf, Steve frappe la balle comme un droitier (12 min 34 s), ce qui est logique. Or, au golf, la puissance est surtout apportée par le bras opposé, le gauche dans le cas de Steve. Il n'aurait pas dû être capable d'utiliser sa force bionique sur ce coup.
  - On entend le gimmick sonore des membres bionique lors du swing de Steve.
  - Petite erreur de traduction dans les paroles de Ted (13 min 55 s) : on dit « tenir la chandelle » et non pas « tenir le chandelier ».

### Acte de piraterie
- Titre original : Act of Piracy
- Durée : 50 minutes
- Épisode n° 2-9. Première diffusion aux États-Unis : 29 novembre 1974
- Scénaristes : Histoire de David Ketchum et Bruce Shelly, écrit par Peter Allan Fields
- Producteurs : Lionel E. Siegel et Joe L. Cramer
- Réalisateur : Christian I Nyby II
  - Lee Majors : Steve Austin
  - Richard Anderson : Oscar Goldman
  - Stephen McNally : Louis Craig
  - Carlos Romero : Fernando Ferraga
  - Lenore Kasdorf: Sharon Ellis
  - Hagan Beggs : Jed Hall
  - David Dominguez : Docker
  - Joe Ladue : Officier
  - Jorge Cervera jr : Lieutenant
- Résumé :

À bord du Nesco, une équipe de scientifiques menée par le Dr Craig et Steve Austin pose des capteurs sismiques au large de Santa Ventura, un état ayant rompu ses relations diplomatiques avec les USA. Ayant malencontreusement quitté les eaux internationales, le navire et l'équipage sont capturés par les garde-côtes et Steve Austin est laissé pour mort. Il réussit à s'en sortir et va tout faire pour libérer ses compatriotes...
- Commentaires :
  - Le navire qui arraisonne le Nesco est dénommé « Patrulla de Costa » (00 min 48 s). Il y aurait dû avoir écrit « Guardacostas » en espagnol correct.
  - Lorsque Steve ouvre la porte de la cloche de plongée pour sortir (17 min 55 s), il a soudainement aux pieds des palmes qu'il n'avait pas juste avant (17 min 40 s).
  - Lorsque Steve plonge pour mettre hors service l'hélice du patrouilleur (39 min 01 s), il porte ses chaussettes. Sur le plan suivant, on distingue nettement des palmes et quand Steve remonte sur le quai, il est pieds nus (39 min 43 s).
  - Quatre soldats quittent le quai dans la chaloupe à moteur (42 min 22 s), une fois en pleine mer, ils sont cinq à bord (42 min 52 s).

### Étranger à Broken Fork
- Titre original : Stranger in Broken Fork
- Durée : 50 minutes
- Épisode n° 2-10. Première diffusion aux États-Unis : 13 décembre 1974
- Scénaristes : Histoire de Bill Svanoe, écrit par Bill Svanoe et Wilton Denmark
- Producteurs : Lionel E. Siegel et Joe L. Cramer
- Producteur exécutif : Harve Bennett
- Réalisateur : Christian Nyby
- Distribution :
  - Lee Majors : Steve Austin
  - Richard Anderson : Oscar Goldman
  - Sharon Farrell : Angie Walker
  - Arthur Franz : Dr Wayne Carlton
  - Robert Donner : Horace Milsner
  - Eric Mason : Major de l'Air Force
  - Troy Melton : Corley Weems
  - Bill Henry : Thurmond
- Résumé :

Victime d'un accident d'avion dans les montagnes à la suite d'une défaillance de son bras bionique, Steve Austin se retrouve amnésique. Alors qu'il erre sur une route escarpée, il est recueilli par la psychologue Angie Walker, qui dirige une maison de convalescence expérimentale pour malades mentaux. Malheureusement, les habitants de la petite ville de Broken Fork sont très méfiants à l'égard des étrangers et des patients d'Angie en particulier.
- Commentaires :
  - Un expert en bionique jusqu'alors inconnu, Wayne Carlton, fait son apparition et informe Oscar du danger encouru par Steve à cause de son bras défaillant. Rudy Wells était-il en vacances ?
  - Lorsque Steve se souvient d'Oscar pour la première fois (19 min 22 s), l'image est tirée de l'épisode qui suit celui-ci, « La Voyeuse », ce qui suggère une possible inversion de l'ordre de diffusion.
  - Lorsque Steve arrache la porte du pick-up (42 min 56 s), on voit nettement la corde qui y est attachée, pour l'aider à s'envoler.

### La Voyeuse
- Titre original : The Peeping Blonde
- Durée : 50 minutes
- Épisode n° 2-11. Première diffusion aux États-Unis : 20 décembre 1974
- Scénaristes : Histoire de William T. Zacha, écrit par William T. Zacha et Wilton Denmark
- Producteurs : Lionel E. Siegel et Joe L. Cramer
- Producteur exécutif : Harve Bennett
- Réalisateur : Herschel Daugherty
- Distribution :
  - Lee Majors : Steve Austin
  - Richard Anderson : Oscar Goldman
  - Farrah Fawcett-Majors : Victoria Webster
  - Roger Perry : Charles Colby
  - Hari Rhodes : Karl
  - W.T. Zacha : Victor
  - Christopher Stafford Nelson : Billy Jackson
  - Martin Speer : Flightcom
- Résumé :

La journaliste Victoria Webster filme par hasard Steve Austin en train d'effectuer un saut spectaculaire, puis réparer une capsule spatiale qui fonctionne mal. La jeune femme y voit un scoop fabuleux et fait du chantage à Steve et Oscar pour qu'elle les interviewe. Ils se rendent dans le désert de Baja en Californie, où Steve et Oscar passent quelques jours de vacances. Mais le patron de Victoria a d'autres plans. Il veut en effet livrer Steve à une puissance étrangère.
- Commentaires :
  - C'est la seconde apparition de Farrah Fawcett dans la série après Athéna Un » lors de la première saison. Elle est à ce moment mariée à Lee Majors.
  - Cela fait bientôt trois ans qu’Oscar n'avait pas pris de vacances, soit depuis le début du programme bionique.
  - Nous apprenons également ici qu'Oscar est un archéologue amateur, qui prend son hobby suffisamment au sérieux pour passer ses rares vacances à creuser dans le désert à la recherche de reliques.
  - Accroché au camping-car, on retrouve le buggy sur lequel travaillait Steve lors du tout premier épisode « Population Zéro ». Cela veut dire qu'il a enfin trouvé du temps pour le terminer.
  - Erreur de traduction lors de la conversation entre Victoria et Oscar, le soir, dans le camping-car (13 min 57 s) : « And no tricks » aurait dû être traduit par « Pas d'entourloupes » plutôt que par « Pas de coups en dessous ».
  - C'est l'un des rares épisodes où Oscar sera aussi sinistre quand il suggère que des « mesures radicales » doivent être prises pour faire taire Victoria et garder le secret sur la bionique (16 min 01 s).
  - Au moment d'être enfermée dans le camping-car, Victoria interpelle son patron en l'appelant « Charlie ! » (37 min 27 s). Les débuts de Farrah Fawcett dans Drôles de dames ne se feront pourtant qu'un an et demi plus tard.
  - La même scène où Steve saute en haut d'un rocher est utilisée à deux reprises dans l'épisode, lorsqu'il va au secours de Victoria (26 min 49 s) et quand il s'attaque aux méchants dans le buggy (43 min 08 s).

### Course à obstacles
- Titre original : The Cross-Country Kidnap
- Durée : 50 minutes
- Épisode n° 2-12. Première diffusion aux États-Unis : 10 janvier 1975
- Scénaristes : Histoire de Ray Brenner, écrit par Rey Brenner et Stephen Kandel
- Producteurs : Lionel E. Siegel et Joe L. Cramer
- Producteur exécutif : Harve Bennett
- Réalisateur : Christian Nyby
- Distribution :
  - Lee Majors : Steve Austin
  - Richard Anderson : Oscar Goldman
  - Donna Mills : Liza Leitman
  - Frank Aletter : Ross Borden
  - Tab Hunter : Arnold Blake
  - John Gabriel : Dirk Shuster
  - Ben Wright : Benno Reichert
  - Jerome Guardino : Veneman
  - Art Koulias : Garde
  - Robert Foward : Major Davis
  - John McKee : Starter
- Résumé :

Oscar Goldman et Steve Austin apprennent à Liza Leitman, une jeune cavalière devant participer aux prochaines grandes épreuves hippiques, qu'elle risque d'être enlevée car elle est également la brillante conceptrice d'un code informatique. Steve est assigné à sa protection, mais malgré toutes ses précautions, Lisa est enlevée par une bande de malfrats à la solde de son principal adversaire, un jockey sans scrupule.
- Commentaires :
  - Donna Mills qui joue le rôle de Liza Leitman est notamment connue pour son rôle de Abby Cunnigham Ewing dans la série Côte Ouest.
  - Les scènes d'équitation juste après le générique principal sont tirées de différentes scènes plus tard dans l'histoire. On remarque que Steve Austin est d'abord vu portant une tenue en jean alors qu'il regarde Liza monter à cheval, puis inexplicablement sautant une haie dans une veste marron et un pantalon blanc.
  - Plusieurs traductions soulignent qu'il s'agit d'une version française québécoise : la phrase « Another one of your rumors » (05 min 00 s) traduite par « On raconte cette histoire entre les branches », une expression typiquement québécoise, plutôt que « Encore une de vos rumeurs » ou encore « Période de réchauffement » plutôt que « Période d'échauffement » ou mieux « Détente », un terme d'équitation.
  - Un plan de Steve, avec sa veste et son pantalon en jean bleu foncé, regardant quelques cavaliers (08 min 53 s), est montré juste avant de le voir, portant une autre tenue, se faire éclabousser (09 min 00 s). Plus loin, le plan avec la veste sera à nouveau utilisé (14 min 35 s).
  - Lors de la poursuite entre Steve et le sniper, le plan où ce dernier passe à côté d'une branche fourchue est utilisé deux fois, avant puis après que Steve a été touché au bras. Steve tombe d'ailleurs à cet endroit.
  - Steve est touché en haut de son bras bionique (17 min 33 s). Lorsqu'il se répare dans sa chambre d'hôtel, il travaille clairement sur son avant-bras. (17 min 54 s).
  - On apprend que Steve a été entraîné par Rudy pour effectuer des réparations mineures sur lui-même.

### Un amour perdu
- Titre original : Lost Love
- Durée : 50 minutes
- Épisode n° 2-13. Première diffusion aux États-Unis : 17 janvier 1975
- Scénaristes : Histoire de Mel Levy et Tom Levy, écrit par Richard Carr
- Producteurs : Lionel E. Siegel et Joe L. Cramer
- Producteur exécutif : Harve Bennett
- Réalisateur : Arnold Laven
- Distribution :
  - Lee Majors : Steve Austin
  - Richard Anderson : Oscar Goldman
  - Linda Marsh (en) : Barbara Thatcher
  - Jeff Corey : Orin Thatcher
  - Joseph Ruskin : Markos
  - Than Wyenn : Professeur Kosoyin
  - Wesley Lau : Emil
  - Victor Millan : Art Rameriz
- Résumé :

Steve Austin vient tout juste de retrouver un ancien amour, la belle Barbara Thatcher. La romance recommence et Steve déjoue une tentative d'enlèvement de Barbara par des assaillants inconnus. Fait étrange, le mari de cette dernière, un scientifique que l'on croyait mort dans un accident d'avion en route vers Lisbonne, refait surface et se manifeste au consulat d'une puissance étrangère, la Bagaria.
- Commentaire :
  - Il s'agit d'un des rares épisodes où nous verrons Steve en costume-cravate pour une occasion non militaire.
  - Comme Oscar et Steve supposent que Thatcher a fait défection, la Bagaria fait probablement partie des nations du Bloc de l'Est. Il s'agit peut-être d'une doublure fictive pour la Bulgarie.
  - Lorsque les mercenaires essaient de renverser Steve avec leur voiture, il saute par-dessus elle. Lors du plan latéral suivant, on peut voir le fil de fer soulevant Steve contre le bâtiment en pierre en arrière-plan (23 min 42 s).

### Kamikaze
- Titre original : The Last Kamikaze
- Durée : 50 minutes
- Épisode n° 2-14. Première diffusion aux États-Unis : 19 janvier 1975
- Scénaristes : Judy Burns
- Producteurs : Lionel E. Siegel et Joe L. Cramer
- Producteur exécutif : Harve Bennett
- Réalisateur : Richard Moder
- Distribution :
  - Lee Majors : Steve Austin
  - Richard Anderson : Oscar Goldman
  - John Fujioka (en) : Kuroda
  - Robert Ito : Thomas Gabella
  - Edmund Gilbert : Hayworth
  - Jimmy Joyce : Docteur Richmond
  - Paul Vaughn : Opérateur radio
- Résumé :

Un avion transportant un prototype de bombe nucléaire miniaturisée s'écrase sur une île du Pacifique. Steve Austin y est envoyé afin de la récupérer. Il va devoir affronter des traîtres ainsi qu'un soldat japonais qui ignore que la seconde guerre mondiale est finie et continue le combat.
- Commentaire :
  - Cet épisode a pour arrière-plan une histoire vraie, celle de Hirō Onoda (dont on aperçoit la photo sur un diaporama que montre Oscar à Steve au début de l'épisode), un soldat japonais qui, isolé sur une île des Philippines, ne s'est pas rendu pendant 29 ans et a continué la guerre jusqu'en 1974. Il a finalement remis son épée, son fusil et ses munitions au président des Philippines de l'époque, Ferdinand Marcos.
  - Après sa capture, lorsque Steve se réveille, Kuroda lui parle de sa ceinture de mille points ou senninbari-haramaki (千人針?, « Points de mille personnes »). Cet objet est considéré comme un porte-bonheur qui attire la chance ou la force au soldat qui le porte sur lui. En général, les senninbari sont considérés comme apportant courage, chance et immunité aux blessures. Kuroda raconte ensuite à Steve que, conformément à la tradition, sa mère s'est rendue au temple et a demandé à chacune des femmes croisées en chemin de coudre un point.
  - La phrase que prononce Kuroda lorsqu'il aperçoit la jambe bionique de Steve est en japonais : « Omae wa bakemono ka » (おまえ わ ばけもの か) signifiant : « Vous êtes un monstre ! ».

### Le Robot
- Titre original : The Return of the Robot Maker
- Durée : 50 minutes
- Épisode n° 2-15. Première diffusion aux États-Unis : 26 janvier 1975
- Scénaristes : Histoire de Mark Frost et Del Reisman, écrit par Mark Frost
- Producteurs : Lionel E. Siegel et Joe L. Cramer
- Producteur exécutif : Harve Bennett
- Réalisateur : Phil Bondelli
- Distribution :
  - Lee Majors : Steve Austin
  - Richard Anderson : Oscar Goldman
  - Henry Jones : Docteur Dolenz
  - Ben Hammer : Général Stacey
  - Troy Melton : Barney Barnes
  - Judd Laurance : Aide
  - Iris Edwards : Amy
  - Sarah Simmons : Secrétaire d'Oscar
  - Jean Lee Brooks : Denise
- Résumé :

Le Dr Dolenz est de retour (voir saison 1 épisodes 4 et 13). Il kidnappe Oscar Goldman et le remplace par un robot de nouvelle génération à son image afin de voler des documents ultra-secrets protégés dans un coffre-fort sur une base militaire. Dans ce but, il se sert de Steve Austin pour faire diversion, mettant sa vie en danger.
- Commentaire :
  - Pas de séquence pré-générique sur cet épisode.
  - Lorsque Dolenz montre son habilitation de sécurité à la secrétaire d'Oscar, il la tient horizontalement (02 min 48 s). Sur le gros plan suivant il la tient à la verticale (02 min 51 s).
  - Dolenz sous l'identité de Seaton est censé travailler à Washington depuis de nombreuses années, comme le fait remarquer Oscar lors de leur rencontre (03 min 50 s). Pourtant son habilitation de sécurité ne date que de deux mois (20 nov. 1974) au moment de la diffusion de l'épisode (02 min 51 s).
  - Comment les méchants ont-ils fait pour savoir quels seraient les vêtements d'Oscar ce jour-là ? Le robot porte pourtant une chemise et un pantalon en tous points identiques à ceux d'Oscar (04 min 40 s).
  - On voit pour la première fois Barney Barnes, du service action de l'O.S.I. et qui est au courant du secret de Steve. Ce qui conduit à une scène proche des films de James Bond où Barnes présente une série de gadgets qu'il a inventés, un peu à la manière de Q. Il parle d'ailleurs de travailler au laboratoire.
  - Le Dr Dolenz se présente en tant que « Chester Dolenz » (10 min 13 s). Il se prénommait « Jeffrey » dans l'épisode 4 de la saison 1.
  - Steve et Oscar sont désormais suffisamment proches pour avoir un rendez-vous ensemble tous les deux avec deux jeunes femmes (13 min 55 s).
  - Steve a encore changé de voiture ! Il conduit une Mercedes 450SL désormais, auparavant il s'agissait d'une Corvette. D'ailleurs malgré son adresse à Washington D.C., sa voiture a des plaques minéralogiques de Virginie (38 min 20 s).
  - Si le robot ferme la porte du coffre de l'intérieur, comment va-t-il faire pour en sortir ? (30 min 21 s). Et d'ailleurs, pourquoi la porte de ce coffre si sensible était-elle ouverte ?

### Taneha
- Titre original : Taneha
- Durée : 50 minutes
- Épisode n° 2-16. Première diffusion aux États-Unis : 2 février 1975
- Scénariste : Margaret Armen
- Producteurs : Lionel E. Siegel et Joe L. Cramer
- Producteur exécutif : Harve Bennett
- Réalisateur : Earl Bellamy
- Distribution :
  - Lee Majors : Steve Austin
  - Richard Anderson : Oscar Goldman
  - Jess Walton : E.J. Haskell
  - James Griffith : Will Long
  - Paul Brinegar : Rafe Morris
  - Bill Fletcher : Bleeker
  - Jim B. Smith : Bob Elliott
  - Trent Dolan : Pompiste
- Résumé :

Après avoir été victime d'un cougar doré, Bob Elliott, un ami ranger de Steve, lui demande de l'aider à sauver l'animal, menacé d'extinction. En effet, les éleveurs de la région organisent une battue pour le traquer car il s'attaque à leur bétail et a également tué un fermier. Avec l'aide d'une guide locale, E.J. Haskell, Steve se rend sur le territoire de l'animal. Mais la jeune femme, qui poursuit une vendetta personnelle, devra choisir entre conduire Steve à la cachette ou tuer le cougar elle-même.
- Commentaires :
  - Le nom de l'hôpital où séjourne Bob (Mesa Cottage Hospital 05 min 01 s) n'est pas le même que le nom de l'hôpital clairement visible sur ses draps de lit (Kana Co. Hospital 06 min 03 s).
  - Dans le couloir de l'hôpital, avant que Steve n'entre dans la chambre de Bob, on voit clairement les ombres de l'équipe de tournage et de la caméra sur le mur de gauche (5 min 31 s).
  - Quelques traductions savoureuses propres à la VFQ dans cet épisode :
    - Le chef des fermiers désigne E.J. à Steve en parlant de sa « chemise de coutil bleu » (blue denim shirt) plutôt que de sa « chemise de jean bleu » ;
    - Bleeker, le chasseur, demande 20 livres de « venaison », là aussi un terme un peu daté en France pour désigner du gibier ;

  - Lorsque E.J. quitte Steve après leur première rencontre, on peut voir le reflet de deux rangées de spots dans la vitre arrière de son pick-up (14 min 03 s).
  - Lee Majors réalise ici personnellement les cascades parmi les plus risquées de sa carrière en interagissant directement et de très près avec le cougar (sans parler des photos publicitaires).

### Le Sosie
- Titre original : Look Alike
- Durée : 50 minutes
- Épisode n° 2-17. Première diffusion aux États-Unis : 23 février 1975
- Scénariste : Histoire de Gustave Field, écrit par Richard Carr
- Producteurs : Lionel E. Siegel et Joe L. Cramer
- Producteur exécutif : Harve Bennett
- Réalisateur : Jerry London
- Distribution :
  - Lee Majors : Steve Austin
  - Richard Anderson : Oscar Goldman
  - Robert Do Qui : Breezy
  - George Foreman : Marcus Grayson
  - Jack Colvin : Ed Jasper
  - Robert Salvio : LaSalle
  - Mary Rings : Molly
  - Arthur Space : Carruthers
  - Susan Keller : Secrétaire d'Oscar Goldman
  - Nicholas Worth : Leveur de poids
- Résumé :

L'agent secret Marcus Grayson, qui travaille pour Oscar Goldman à l'insu de Steve Austin, a infiltré une organisation criminelle, dirigée par Edward Jasper, qui cherche à voler des documents secrets sur une technologie secrète de laser.
Johnny Dine, un petit escroc, a eu son visage reconstruit par chirurgie plastique pour ressembler à celui de Steve Austin. Le plan, qui consistait à lui faire photographier les dossiers de Goldman, dans le bureau d'Oscar, puis dans un bâtiment secret, échoue lorsque Dine est arrêté, puis renversé par une voiture.
Curieux de savoir pourquoi quelqu'un avait pris son identité, Steve profite de l'occasion pour se faire passer pour son propre imposteur afin de découvrir le commanditaire de cet espionnage.
- Commentaire :
  - On reconnaîtra dans le rôle de Marcus Grayson, le boxeur ancien champion du monde des poids lourds George Foreman, resté célèbre pour son combat mythique (The Rumble in the Jungle) contre Mohamed Ali à Kinshasa le 30 octobre 1974.
  - Lee Majors joue deux rôles dans cet épisode, celui de Steve Austin et celui de Johnny Dine son sosie.
  - Les mêmes installations d'entraînement et le même ring de boxe ont été utilisés pour l'épisode 1 de la seconde saison de Super Jaimie intitulé Faibles Femmes. Ils ont été filmés au Grand Olympic Auditorium (en), à Los Angeles. Cette salle d'entraînement a également été celle de Mickey Goldmill, l'entraîneur de Rocky Balboa dans la saga Rocky.
  - La voiture de sport rouge que Johnny Dine conduit semble être une AMC Matador X (en) (08 min 38 s) et Oscar remarque que ce n'est pas la voiture de Steve. Lorsque ce dernier rattrape Oscar et Dine à l'extérieur du Projet Omega, Steve conduit la même Mercedes 450SL que celle qu'il conduisait dans « Le Robot ».
  - L'entrée de l'entrepôt où l'a conduit Breezy est complètement dans l'obscurité quand Steve y pénètre dans (32 min 17 s), sur le plan suivant (32 min 21 s), le bureau est éclairé et la lampe à l'entrée est allumée.
  - Ce sont les débuts d'André le Géant dans la série, plusieurs mois avant son rôle de Bigfoot dans l'épisode « L'Empreinte du Diable » : une affiche promotionnelle pour un combat de catch auquel il doit participer est visible en arrière-plan lorsque Breezy emmène Steve voir LaSalle au théâtre (40 min 44 s).

### L'Espion et la Télépathie
- Titre original : The E.S.P. Spy
- Durée : 50 minutes
- Épisode n° 2-18. Première diffusion aux États-Unis : 2 mars 1975
- Scénariste : Lionel E. Siegel
- Producteurs : Lionel E. Siegel et Joe L. Cramer
- Producteur exécutif : Harve Bennett
- Réalisateur : Jerry London
- Distribution :
  - Lee Majors : Steve Austin
  - Richard Anderson : Oscar Goldman
  - Philip Bruns : Michael Randolph
  - Dick Van Patten : Harry Green
  - Alan Bergmann : Charles Lund
  - Bert Kramer : George Vant
  - Paul Cavonis : Pierce
  - Robbie Lee(en) : Audrey Moss
  - George Patton : Jarecki
- Résumé :

Le concepteur d'armes du gouvernement Harry Green est arrêté car il est soupçonné d'avoir vendu ses idées à une puissance étrangère. Son ami Steve Austin convainc Oscar Goldman qu'Harry pourrait être la victime d'un espion qui, en lisant dans ses pensées, aurait réussi à copier ses projets. Steve fait appel aux capacités exceptionnelles d'une jeune étudiante, Audrey Moss, pour traquer les espions. Il semble qu'un traître soit à l'œuvre.
- Commentaires :
  - Dans cet épisode et dans À quoi Pensez-Vous ? qui suivra, saison 3, Audrey arbore une boucle de cheveux sur le front. Cela semble être une sorte de marque de fabrique pour l'actrice Robbie Lee, car elle porte également cette boucle dans d'autres films dans lesquels elle jouera.
  - Les convictions d'Oscar et de Steve sur les perceptions extra-sensorielles sont précisément à l'inverse de celles présentées dans l'épisode « Opération Luciole ».
  - La traduction de la version française québécoise parle à plusieurs reprises d'agents « du Fédéral » pour parler des agents du F.B.I. En France, on parle plutôt d'agents « fédéraux ».
  - Lorsque Steve rencontre Harry Green dans le parking, il conduit à nouveau sa Mercedes 450SL (05 min 23 s). Les épisodes précédents, Le Sosie et Le Robot, permettent de dire que cette Mercedes est désormais le véhicule personnel de Steve.
  - L'un des projets qu'Audrey mentionne lorsqu'elle sonde l'esprit d'Oscar est un projet d'hologramme haute résolution (13 min 55 s). Dans l'épisode précédent, Le Sosie, Oscar travaillait justement sur un tel projet.
  - Lorsque Steve au téléphone avec Oscar dans sa voiture (23 min 24 s), non seulement l'arrière-plan fait vraiment faux mais en plus il défile beaucoup trop vite.
  - Quand George ordonne à ses hommes de tirer sur Steve , ce dernier se saisit d'une table pour la leur lancer. Le haut de la table est déjà criblé de balles, avant même que les hommes aient eu l'occasion de tirer (43 min 40 s).

### La Femme Bionique -1repartie
- Titre original : The Bionic Woman - Part 1
- Durée : 50 minutes
- Épisode n° 2-19. Première diffusion aux États-Unis : 16 mars 1975
- Scénariste : Kenneth Johnson
- Producteurs : Lionel E. Siegel et Joe L. Cramer
- Producteur exécutif : Harve Bennett
- Réalisateur : Richard Moder
- Distribution :
  - Lee Majors : Steve Austin
  - Richard Anderson : Oscar Goldman
  - Lindsay Wagner : Jaimie Sommers
  - Malachi Throne : Joseph Ronaugh
  - Martha Scott : Helen Elgin
  - Alan Oppenheimer : Docteur Rudy Wells
  - Ford Rainey : Jim Elgin
  - Paul Carr : Timberlake
  - Harry Hickox : John Ellerton
  - Scott B. Wells : Médecin
  - Jeremy Robert Brown : Garçon
  - Dana Plato : Fille
- Résumé :

Envoyé en mission, Steve Austin parvient à reprendre à Joseph Ronaugh, un chef du crime organisé, des plaques de planche à billets de 20 dollars. Celui-ci voit le visage de Steve et jure de le retrouver un jour pour le tuer. Après cette mission, Steve retourne passer quelques jours de congés dans sa ville natale où il a acheté une ferme et où il retrouve Jaimie Sommers, une amie d’enfance, joueuse de tennis internationale, dont il est toujours amoureux. Ils passent du temps ensemble, mais au cours d’un saut en parachute, Jaimie est grièvement blessée. Steve demande à Oscar Goldman de permettre à Rudy Wells de la reconstruire avec des membres bioniques.
- Commentaires :
  - Lorsqu'en voix off, Oscar parle de la mission de Steve(00 min 36 s), il évoque le vol des plaques à l'Hotel de la Monnaie de Denver (Denver Mint). Or la Monnaie de Denver ne produit que les pièces, pas les billets de banque américains qui sont eux sous la responsabilité du Bureau de la Gravure et de l'Impression (Bureau of Engraving and Printing).
  - Alors que Steve arrive à Ojai (04 min 16 s), il passe devant un panneau qui dit : « Bienvenue à Ojai, patrie de l'astronaute américain Steven Austin. » Cette référence à "Steven" est rare, mais sera utilisée dans le prochain épisode, où Joseph Ronaugh l'appelle "Colonel Steven Austin". Le Dr Losey l'appellera également "Steven" dans l'épisode de la saison 3, Le Sourire du vainqueur.
  - Plusieurs scènes de cet épisode double ont été tournées à Ojai et dans ses alentours.
  - Lee Majors a enregistré deux chansons originales pour la bande-son de cet épisode : Got to Get Loose et Sweet Jaimie.
  - Le désir de Steve d'acheter une propriété dans une petite ville fait écho à l'épilogue de l'épisode Taneha.
  - C'est la seconde fois où Steve retrouve un amour de jeunesse, après Un amour perdu.
  - Lorsque Jaimie quitte le court de tennis pour rejoindre Steve, un plan de coupe la montre en train de glisser sa raquette dans un sac en cuir bleu (10 min 52 s). Mais lorsqu'elle embrasse Steve, le sac est complètement différent (11 min 02 s).
  - Dans l'album photo scolaire de Steve (14 min 10 s), le message affectueux de son amour d'enfance est signé Jamie. Cela aurait dû être Jaime, qui est le prénom utilisé dans la version originale.
  - Sur le lac, Steve pagaie d'abord à gauche et à droite, comme il est normal de le faire. Après avoir repéré Jaimie, il pagaie bioniquement pour l'atteindre, mais seulement sur un côté (20 min 07 s). Cela aurait dû faire tourner son canoë en rond.
  - Le parachute de Jaimie est jaune et bleu avec un rond central rouge (27 min 47 s). Pourtant, dans les plans du parachute en torche, ce dernier est blanc (28 min 10 s). Puis, lorsque Jaimie touche le sol, le parachute est à nouveau celui d'origine.

### La Femme Bionique -2epartie
- Titre original : The Bionic Woman - Part 2
- Durée : 50 minutes
- Épisode n° 2-20. Première diffusion aux États-Unis : 23 mars 1975
- Scénariste : Kenneth Johnson
- Producteurs : Lionel E. Siegel et Joe L. Cramer
- Producteur exécutif : Harve Bennett
- Réalisateur : Richard Moder
- Distribution :
  - Lee Majors : Steve Austin
  - Richard Anderson : Oscar Goldman
  - Lindsay Wagner : Jaimie Sommers
  - Malachi Throne : Joseph Ronaugh
  - Martha Scott : Helen Elgin
  - Alan Oppenheimer : Docteur Rudy Wells
  - Ford Rainey : Jim Elgin
  - Paul Carr : Timberlake
  - Sidney Clute : M. Schwartz
  - Elizabeth Brooks : 1ère infirmière
  - Walt Conley : Docteur Lomax
  - Margaret Impert : 2ème infirmière
  - Richard Jannone : Surveillant
- Résumé :

Steve Austin et Jaimie Sommers sont officiellement fiancés. Oscar Goldman envoie Jaimie pour sa première mission, avec l’aide de Steve : reprendre à Joseph Ronaugh (voir épisode précédent) un deuxième jeu de plaques de planche à billets qu’il a pu se procurer, ceci au cours d’un tournoi de tennis organisé par celui-ci. Or, entre temps, Joseph Ronaugh a fini par découvrir que c’est Steve qui lui a repris les plaques la première fois. D’autres part, des défaillances dans le bras bionique de Jaimie manquent de faire échouer la mission. Son corps commence à rejeter les implants bioniques, ce qui la met en danger de mort…
- Commentaire :

À la fin du résumé concernant la première partie, le narrateur fait référence à Steve Austin comme l’homme de "6 millions de dollars", ce qui n’est pas cohérent avec le titre français de la série mais correspond à la traduction québécoise (voir épisode 3)

### La Bonne Cause
- Titre original : Outrage in Balinderry
- Durée : 50 minutes
- Épisode n° 2-21. Première diffusion aux États-Unis : 20 avril 1975
- Scénaristes : Histoire de Paul Schneider (en) et Margaret Schneider, écrit par Paul Schneider (en)
- Producteurs : Lionel E. Siegel et Joe L. Cramer
- Producteur exécutif : Harve Bennett
- Réalisateur : Earl Bellamy
- Distribution :
  - Lee Majors : Steve Austin
  - Richard Anderson : Oscar Goldman
  - Martine Beswick : Julia Flood
  - Richard Erdman : Slayton
  - Gavan O'Herlihy : Dan
  - David Frankham : Capitaine Abbott
  - Alan Caillou : Général Carmichael
  - William Sylvester : Frederick Collins
  - Richard O'Brien : Breen
  - Margaret Fairchild : Mme Elinor Collins
- Résumé :

Des révolutionnaires kidnappent la femme de l'ambassadeur américain au Balinderry, une nation en proie à la guerre civile. Ils exigent en échange la libération de trois de leurs amis emprisonnés. L'État refusant de négocier avec des terroristes, Steve Austin, ami de l'ambassadeur, va tout faire pour libérer la femme de celui-ci avant qu'elle ne soit exécutée.
- Commentaires :
  - C'est le troisième épisode de la saison sans séquence pré-générique.
  - L'IBA, ou Independent Balinderry Army, est une allusion assez claire à l'Armée républicaine Irlandaise, l'I.R.A. Non seulement les Balinderriens parlent avec un accent irlandais évident, bien qu'un peu forcés, mais des images des mouvements de troupes britanniques en Irlande du Nord sont utilisées au début de l'épisode. Plus tard, des images montrent un char portant l'étiquette des Royal Engineers. Le RE est un corps de 15 régiments au sein de l'armée britannique.
  - Cet épisode a été produit avant le double épisode La Femme Bionique mais il a été diffusé après, cela crée un souci de crédibilité pour Steve. Loin d'afficher le chagrin de Steve face à la perte de sa fiancée, cet épisode minimise l'importance de Jaimie et montre Steve amoureux d'une étrangère.
  - La carte du monde présentée lors du briefing de l'O.T.A.N. (05 min 28 s) révèle que le monde dans lequel Steve Austin vit est physiquement très différent du monde réel. Outre l'existence de pays fictifs, sans même parler de Balinderry, la carte montre que la partie nord de l'Amérique du Nord a une forme complètement différente de la réalité et qu'il semble y avoir un continent supplémentaire au nord de l'Eurasie.
  - Martine Beswick est connue pour avoir joué le rôle de Paula Caplan, l'assistante Bahaméenne de James Bond dans Opération Tonnerre, aux côtés de Sean Connery. Coincidence amusante, plusieurs années après cet épisode, Gavan O'Herlihy apparaîtra dans le remake d'Opération Tonnerre, Jamais plus jamais, toujours avec Sean Connery, dans le rôle de Jack Petachi, le frère de Domino.
  - À la fin de l'épisode Breen et Slayton essaient de s'enfuir avec la femme de l'ambassadeur Collins grâce à un pont métallique (44 min 19 s). Slayton est abattu sur le pont pendant que Breen pursuit sa course (44 min 27 s). L'intervention de Steve pour sauver Eleanor Collins montre Slayton gisant au milieu du pont. Pourtant dans le plan suivant, deux méchants côte à côte sont arrêtés et il apparait clairement qu'il ne s'agit ni de Slayton, ni de Breen, leurs habits étant complètement différents (44 min 54 s). D'autre part ils sont alors sur le haut du barrage et non plus sur le pont métallique d'avant.

### Vengeance
- Titre original : Steve Austin, Fugitive
- Durée : 50 minutes
- Épisode n° 2-22. Première diffusion aux États-Unis : 27 avril 1975
- Scénaristes : Histoire de Wilton Denmark, William Gordon et James Doherty, écrit par Mark Frost et Richard Carr
- Producteurs : Lionel E. Siegel et Joe L. Cramer
- Producteur exécutif : Harve Bennett
- Réalisateur : Russ Mayberry
- Distribution :
  - Lee Majors : Steve Austin
  - Richard Anderson : Oscar Goldman
  - Gary Lockwood : Hopper
  - Bernie Hamilton : Lieutenant Dobbs
  - Andy Romano : Charlie Taylor
  - Jennifer Darling : Peggy Callahan
  - Amzie Strickland : Vieille dame
  - Marco Lopez : Officier Portez
  - Reb Brown : Officier Atkins
  - Jesse Nichols : Garde O.S.I
  - Lee Majors : Employé de magasin
- Résumé :

Steve est accusé du meurtre de Charlie Taylor, un autre employé de l'OSI. Avec l'aide de la nouvelle secrétaire d'Oscar, Peggy Callahan, il échappe à la police assez longtemps pour découvrir l'identité du véritable tueur : Hopper, le frère jumeau d'un homme que Steve a jadis envoyé en prison.
- Commentaire :
  - On apprend dans cet épisode que la Sécurité de l'OSI change la secrétaire d'Oscar tous les trois mois (11 min 31 s). Cependant, probablement en raison de son habilitation de niveau 6, Callahan apparaitra désormais régulièrement aux côtés d'Oscar.
  - Cet épisode présente des nombreuses similitudes avec l'épisode final de la saison 1, Vacances forcées : le retour d'un méchant, ainsi que plusieurs flashbacks et la demande de Steve d'effectuer une recherche informatique sur les personnes qu'il a mises en prison.
  - Dans cet épisode, Lee Majors joue également le rôle d'un vendeur de pièces électroniques.
  - On reconnaît Bernie Hamilton dans le rôle du Lt Dobbs. Il jouera celui du Capitaine Dobey dans la série télévisée Starsky et Hutch dont le premier épisode sera diffusé 3 jours après celui-ci, le 30 avril 1975.
  - On remarque également qu'à partir de cet épisode, Steve Austin et Oscar Goldman alternativement se vouvoient ou se tutoient selon les épisodes.
  - Jennifer Darling retrouvera Lee Majors en 1983 dans l'épisode 12 saison 03 de la série L'Homme qui tombe à pic, En voiture, Colt.
  - Lorsque Hopper appelle la police après avoir neutralisé Steve (06 min 50 s), on voit clairement en gros plan le gant avec les empreintes de Steve. Pourtant sur le plan suivant, il est évident qu'il ne le porte plus.
  - Au milieu de l'épisode (19 min 55 s), Callahan achète des fournitures électroniques dans une quincaillerie à un vendeur plutôt excentrique et qui est crédité en tant que « L. Majors » au générique. Malgré le maquillage, la perruque et les fausses dents, il semble qu'il s'agisse de Lee Majors lui-même.
  - Steve affirme que Hopper avait un frère jumeau qui n'a jamais été attrapé (34 min 50 s). Cela contredit la fin de l'épisode Témoin oculaire, saison 1, que l'on voit en flash-back et où Steve capture le jumeau Hopper à la sortie de son hôtel.